# 秋保森林スポーツ公園
秋保森林スポーツ公園（あきうしんりんスポーツこうえん）は、宮城県仙台市にある公園。

## 概要
仙台市の秋保町に位置する、体育館などといったスポーツ設備を始め、バーベキューや芋煮会といったアウトドアを楽しむことができる。園内には源泉も湧いており、露天風呂やペット風呂も併設されている。公園のすぐ近くには公園を運営するホテル「クレセント」も位置する。

## 施設概要
- 総合グラウンド
- クラブハウス
- パターゴルフ
- 体育館
- 厩舎
- 露天風呂
- ペット温泉
- バーベキューガーデン
- レストラン
- オートキャンプ場
- アーチェリー練習場
- いも煮会会場
- 足湯
- 遊具

## 開館時間・休館日
- 開館時間
  - 9:00 - 17:00

- 休館日
  - 第2・第4火曜日[2]
  - 12月 - 3月は休園となる。

## 所在地
宮城県仙台市太白区秋保町湯元字青木33-1
公園前にバス停あり

## 周辺
- 秋保温泉
- 秋保大滝